# Masaki Suzuki
Masaki Suzuki (Japans: 鈴木 正樹, Suzuki Masaki) (Tomakomai, 2 januari 1945) is een voormalig Japans schaatser. Hij was gespecialiseerd op de sprint afstanden.
Masaki Suzuki nam driemaal deel aan de Olympische Winterspelen (in 1968, 1972 en 1976). Op de Winterspelen van 1968 maakte hij zijn internationale schaatsdebuut en werd vijftiende op de 500 meter. Zijn enige internationale schaatsmedaille behaalde hij op het WK Sprint van 1974 in Innsbruck waar hij op het erepodium de zilveren medaille kreeg omgehangen.

## Persoonlijke records
| Afstand   | Tijd | Datum            | Baan      |
| --------- | ---- | ---------------- | --------- |
| 500 meter | 38,6 | 20 december 1973 | Karuizawa |

## Resultaten
| Jaar | WK Allround | WK Sprint | Olympische Spelen  |
| ---- | ----------- | --------- | ------------------ |
| 1968 |             |           | 15e 500m 40e 1500m |
| 1969 |             |           |                    |
| 1970 |             | 11e       |                    |
| 1971 |             | 11e       |                    |
| 1972 |             |           | 8e 500m            |
| 1973 | NC26        | 9e        |                    |
| 1974 | NC25        | Zilver    |                    |
| 1975 |             | 6e        |                    |
| 1976 |             | 15e       | 11e 500m 19e 1000m |

NC# = niet gekwalificeerd voor de laatste afstand, maar wel als # geklasseerd in de eindrangschikking

### Medaillespiegel
| Kampioenschap  | Goud · | Zilver · | Brons · |
| -------------- | ------ | -------- | ------- |
| WK Sprint 1974 | 0      | 1        | 0       |